# 勤勞者
《勤勞者》（：／ Kǔlloja）又譯作《勞動者》，是朝鮮勞動黨中央委員會機關刊。雜誌為月刊，發行量约为30萬份。

## 简介
該雜誌由前領導人金日成提議創辦，首次刊行於1948年，至1990年代開始翻譯成多種語言，由平壤綜合印刷廠印刷。主要內容是宣傳朝鮮領袖和朝鮮勞動黨的政策。